# Ceillac
Ceillac é uma comuna francesa na região administrativa da Provença-Alpes-Costa Azul, no departamento de Altos-Alpes. Estende-se por uma área de 96,05 km². Em 2010 a comuna tinha 290 habitantes (densidade: 3 hab./km²).